# Willie l'aveugle
Willie l'aveugle (titre original : Blind Willie) est une nouvelle de Stephen King parue tout d'abord en 1994 dans le numéro d'octobre du magazine littéraire Antaeus (en), puis dans le recueil Cœurs perdus en Atlantide en 1999.

## Résumé
En 1983, Willie Shearman, vétéran de la guerre du Viêt Nam, gagne sa vie en jouant les aveugles, mais reste hanté par un passé douloureux et un mal-être qui ne le quitte plus. La vie qu'il mène est pour lui une façon d'expier ce qu'il a fait à Carol Gerber en 1960 (c'est l'un des trois garçons à l'avoir agressé). Il a sauvé plus tard la vie de Sully-John au Viêt Nam et possède un album sur Carol, révélant qu'elle a été déclarée morte dans un incendie, même si son corps n'a jamais été retrouvé, alors que la police était sur le point de l'arrêter, elle et d'autres terroristes.

## Genèse
La nouvelle est parue tout d'abord en octobre 1994 dans le magazine littéraire Antaeus (en) et a été incluse par la suite dans le recueil Cœurs perdus en Atlantide en 1999.